# Nicoteba
Nicoteba, biljni rod iz porodice primogovki smješten u tribus Justicieae, dio potporodice Acanthoideae. Sastoji se od 5 vrsta iz tropske Azije (Indijski potkontinent) i Afrike. Tipična vrsta je Nicoteba betonica, trajnica i polugrm rasprostranjena i po Aziji i po Africi. Opisan je u Bot. Jahrb. Syst. 18: 56. 1893. 

## Opis
Jednogodišnje i višegodišnje raslinje i polugrmovi.. Često se uključuje u Justicia s. l. 

## Vrste
1. Nicoteba betonica (L.) Lindau
2. Nicoteba fittonioides (S.Moore) Lindau
3. Nicoteba nilgherrensis (Nees) Lindau
4. Nicoteba trinervia (Vahl) Lindau
5. Nicoteba versicolor Lindau, angolski endem